# Pere Mas
Ne pas confondre avec le peintre espagnol Pedro Mas.
Pere Mas Pujol ou Pedro Mas, né le 24 mai 1943 à Térmens (province de Lérida, Espagne), est un footballeur espagnol des années 1960 qui jouait au poste de milieu de terrain droit.

## Carrière
Pere Mas commence à jouer avec les juniors de l'AD Térmens. Dès 1961, à l'âge de 18 ans, il rejoint le FC Barcelone pour jouer avec l'équipe amateur. En 1962, il passe dans les rangs de l'équipe première. Il ne joue qu'un seul match de championnat avec le Barça lors de la saison 1966-1967, il s'agit du seul match en Division 1 de toute sa carrière. 
En incluant les matchs amicaux, il joue un total de 21 matchs avec Barcelone, inscrit 8 buts et remporte la Coupe des villes de foires en 1966. Il est prêté au CD Condal lors de la saison 1962-1963. La saison suivante, il est prêté au Racing de Santander. Entre 1964 et 1966, il est de nouveau prêté au CD Condal, avec qui il est champion de Tercera Division et monte en Division 2.
En 1967, il quitte définitivement le Barça et signe avec le club d'Osasuna. En 1968, il rejoint le Real Murcie en D2 où il joue deux bonnes saisons. En 1970, il signe avec le Pontevedra CF où il reste jusqu'en 1972, puis il rejoint le Levante UD où il met un terme à sa carrière en 1973.
Au total, Pere Mas dispute 142 matchs dans les divisions professionnelles espagnoles, inscrivant 14 buts dans ces championnats.

## Palmarès
Avec le FC Barcelone :
- Vainqueur de Coupe des villes de foires en 1966